# NGC 6008
NGC 6008 este o liner situată în constelația Șarpele. A fost descoperită în 10 iunie 1880 de către Édouard Stephan⁠(d).